# Orthosia acutangula
Orthosia acutangula là một loài bướm đêm trong họ Noctuidae.